# 1989-es Copa América
Az 1989-es Copa América a 34. kiírása volt a dél-amerikai válogatottak első számú tornájának. A tornát Brazíliában rendezték és a hazai, brazil csapat nyerte, 1949 óta ez volt az első győzelmük.

## Résztvevők
| - Argentína - Bolívia - Brazília - Chile - Ecuador | - Kolumbia - Paraguay - Peru - Uruguay - Venezuela |

## Helyszínek
| Város          | Stadion               | Befogadóképesség |
| -------------- | --------------------- | ---------------- |
| Goiânia        | Estádio Serra Dourada | 22 000           |
| Recife         | Estádio do Arruda     | 60 000           |
| Rio de Janeiro | Maracanã Stadion      | 145 000          |
| Salvador       | Estádio Fonte Nova    | 30 000           |

## Eredmények
A tíz résztvevőt 2 darab 5 csapatos csoportba sorsolták. A csoportok végső sorrendje körmérkőzések után alakult ki. A győzelem kettő, a döntetlen egy pontot ért. Ha két vagy több csapat azonos ponttal állt, az alábbiak alapján határozták meg a sorrendet:
1. az összes mérkőzésen elért jobb gólkülönbség
2. az összes mérkőzésen szerzett több gól
3. az érintett csapatok mérkőzésein szerzett több pont
4. sorsolás

A csoportok első két helyezettje jutott tovább a négyes döntőbe, ahol a csapatok körmérkőzéses formában mérkőztek meg egymással. A négyes döntő csoportjának élén végzett csapat nyerte meg a tornát.

### Csoportkör
| Jelmagyarázat                                                  |
| -------------------------------------------------------------- |
| A csoportok első két helyezettje bejutott a négyes döntőbe.    |
| A csoportok harmadik, negyedik és ötödik helyezettjei kiestek. |

#### A csoport
| Csapat    | M | Gy | D | V | G+ | G– | Gk | P |
| --------- | - | -- | - | - | -- | -- | -- | - |
| Paraguay  | 4 | 3  | 0 | 1 | 9  | 4  | +5 | 6 |
| Brazília  | 4 | 2  | 2 | 0 | 5  | 1  | +4 | 6 |
| Kolumbia  | 4 | 1  | 2 | 1 | 5  | 4  | +1 | 4 |
| Peru      | 4 | 0  | 3 | 1 | 4  | 7  | –3 | 3 |
| Venezuela | 4 | 0  | 1 | 3 | 4  | 11 | –7 | 1 |

| 1989. július 1. |

| Paraguay                                                   | 5–2   | Peru                   |
| ---------------------------------------------------------- | ----- | ---------------------- |
| Cañete 38' 84' Neffa 41' Mendoza 51' Del Solar 75' (öngól) | (2–1) | Hirano 30' Reynoso 80' |

| Estádio Fonte Nova, Salvador Nézőszám: 5 000 Játékvezető: Juan Carlos Loustau (argentin) |

| 1989. július 1. |

| Brazília                                      | 3–1   | Venezuela     |
| --------------------------------------------- | ----- | ------------- |
| Bebeto 2' Geovani 36' (11-esből) Baltazar 57' | (2–0) | Maldonado 63' |

| Estádio Fonte Nova, Salvador Nézőszám: 35 000 Játékvezető: Juan Daniel Cardellino (uruguayi) |

| 1989. július 3. |

| Kolumbia                                            | 4–2   | Venezuela         |
| --------------------------------------------------- | ----- | ----------------- |
| Higuita 36' (11-esből) Iguarán 46' 75' de Ávila 71' | (1–0) | Maldonado 73' 88' |

| Estádio Fonte Nova, Salvador Nézőszám: 4 000 Játékvezető: Rodolfo Martínez (hondurasi) |

| 1989. július 3. |

| Brazília | 0–0 | Peru |
| -------- | --- | ---- |
|          |     |      |

| Estádio Fonte Nova, Salvador Nézőszám: 8 200 Játékvezető: Hernán Silva (chilei) |

| 1989. július 5. |

| Peru        | 1–1   | Venezuela     |
| ----------- | ----- | ------------- |
| Navarro 30' | (1–1) | Maldonado 29' |

| Estádio Fonte Nova, Salvador Nézőszám: 1 500 Játékvezető: Vincent Mauro (amerikai) |

| 1989. július 5. |

| Paraguay    | 1–0   | Kolumbia |
| ----------- | ----- | -------- |
| Mendoza 51' | (0–0) |          |

| Estádio Fonte Nova, Salvador Nézőszám: 1 500 Játékvezető: Oscar Ortubé (bolíviai) |

| 1989. július 7. |

| Paraguay                   | 3–0   | Venezuela |
| -------------------------- | ----- | --------- |
| Neffa 41' Ferreira 50' 73' | (1–0) |           |

| Estádio Fonte Nova, Salvador Nézőszám: 3 000 Játékvezető: Rodolfo Martínez (hondurasi) |

| 1989. július 7. |

| Brazília | 0–0 | Kolumbia |
| -------- | --- | -------- |
|          |     |          |

| Estádio Fonte Nova, Salvador Nézőszám: 9 100 Játékvezető: Elías Jácome (ecuadori) |

| 1989. július 9. |

| Kolumbia    | 1–1   | Peru       |
| ----------- | ----- | ---------- |
| Iguarán 32' | (1–1) | Hirano 43' |

| Estádio do Arruda, Recife Nézőszám: 60 000 Játékvezető: Juan Carlos Loustau (argentin) |

| 1989. július 9. |

| Brazília       | 2–0   | Paraguay |
| -------------- | ----- | -------- |
| Bebeto 47' 82' | (0–0) |          |

| Estádio do Arruda, Recife Nézőszám: 76 800 Játékvezető: Vincent Mauro (amerikai) |

#### B csoport
| Csapat    | M | Gy | D | V | G+ | G– | Gk | P |
| --------- | - | -- | - | - | -- | -- | -- | - |
| Argentína | 4 | 2  | 2 | 0 | 2  | 0  | +2 | 6 |
| Uruguay   | 4 | 2  | 0 | 2 | 6  | 2  | +4 | 4 |
| Chile     | 4 | 2  | 0 | 2 | 7  | 5  | +2 | 4 |
| Ecuador   | 4 | 1  | 2 | 1 | 2  | 2  | 0  | 4 |
| Bolívia   | 4 | 0  | 2 | 2 | 0  | 8  | –8 | 2 |

| 1989. július 2. |

| Ecuador     | 1–0   | Uruguay |
| ----------- | ----- | ------- |
| Benítez 88' | (0–0) |         |

| Estádio Serra Dourada, Goiânia Nézőszám: 19 000 Játékvezető: Carlos Maciel (paraguayi) |

| 1989. július 2. |

| Argentína    | 1–0   | Chile |
| ------------ | ----- | ----- |
| Caniggia 55' | (0–0) |       |

| Estádio Serra Dourada, Goiânia Nézőszám: 40 000 Játékvezető: Arnaldo Coelho (brazil) |

| 1989. július 4. |

| Uruguay                   | 3–0   | Bolívia |
| ------------------------- | ----- | ------- |
| Ostolaza 30' 60' Sosa 33' | (2–0) |         |

| Estádio Serra Dourada, Goiânia Nézőszám: 8 000 Játékvezető: Arnaldo Coelho (brazil) |

| 1989. július 4. |

| Argentína | 0–0 | Ecuador |
| --------- | --- | ------- |
|           |     |         |

| Estádio Serra Dourada, Goiânia Nézőszám: 12 000 Játékvezető: José Ramírez (perui) |

| 1989. július 6. |

| Ecuador | 0–0 | Bolívia |
| ------- | --- | ------- |
|         |     |         |

| Estádio Serra Dourada, Goiânia Nézőszám: 3 000 Játékvezető: Jesús Díaz (kolumbiai) |

| 1989. július 6. |

| Uruguay                                | 3–0   | Chile |
| -------------------------------------- | ----- | ----- |
| Sosa 44' Alzamendi 73' Francescoli 78' | (1–0) |       |

| Estádio Serra Dourada, Goiânia Nézőszám: 3 000 Játékvezető: José Ramírez (perui) |

| 1989. július 8. |

| Chile                                                             | 5–0   | Bolívia |
| ----------------------------------------------------------------- | ----- | ------- |
| Olmos 9' Ramírez 10' Astengo 55' Pizarro 68' (11-esből) Reyes 85' | (2–0) |         |

| Estádio Serra Dourada, Goiânia Nézőszám: 3 000 Játékvezető: Arnaldo Coelho (brazil) |

| 1989. július 8. |

| Argentína    | 1–0   | Uruguay |
| ------------ | ----- | ------- |
| Caniggia 69' | (0–0) |         |

| Estádio Serra Dourada, Goiânia Nézőszám: 18 000 Játékvezető: Jesús Díaz (kolumbiai) |

| 1989. július 10. |

| Chile                  | 2–1   | Ecuador    |
| ---------------------- | ----- | ---------- |
| Olmos 44' Letelier 88' | (1–0) | Avilés 89' |

| Estádio Serra Dourada, Goiânia Nézőszám: 2 000 Játékvezető: Carlos Maciel (paraguayi) |

| 1989. július 10. |

| Argentína | 0–0 | Bolívia |
| --------- | --- | ------- |
|           |     |         |

| Estádio Serra Dourada, Goiânia Nézőszám: 5 000 Játékvezető: Nelson Rodríguez (venezuelai) |

### Négyes döntő
| Csapat    | M | Gy | D | V | G+ | G– | Gk | P |
| --------- | - | -- | - | - | -- | -- | -- | - |
| Brazília  | 3 | 3  | 0 | 0 | 6  | 0  | +6 | 6 |
| Uruguay   | 3 | 2  | 0 | 1 | 5  | 1  | +4 | 4 |
| Argentína | 3 | 0  | 1 | 2 | 0  | 4  | –4 | 1 |
| Paraguay  | 3 | 0  | 1 | 2 | 0  | 6  | –6 | 1 |

| 1989. július 12. |

| Uruguay                               | 3–0   | Paraguay |
| ------------------------------------- | ----- | -------- |
| Francescoli 28' Alzamendi 82' Paz 89' | (1–0) |          |

| Maracanã Stadion, Rio de Janeiro Nézőszám: 60 000 Játékvezető: Juan Carlos Loustau (argentin) |

| 1989. július 12. |

| Brazília               | 2–0   | Argentína |
| ---------------------- | ----- | --------- |
| Bebeto 48' Romário 55' | (0–0) |           |

| Maracanã Stadion, Rio de Janeiro Nézőszám: 110 000 Játékvezető: Juan Daniel Cardellino (uruguayi) |

| 1989. július 14. |

| Uruguay      | 2–0   | Argentína |
| ------------ | ----- | --------- |
| Sosa 38' 81' | (1–0) |           |

| Maracanã Stadion, Rio de Janeiro Nézőszám: 45 000 Játékvezető: Arnaldo Coelho (brazil) |

| 1989. július 14. |

| Brazília                   | 3–0   | Paraguay |
| -------------------------- | ----- | -------- |
| Bebeto 16' 52' Romário 58' | (1–0) |          |

| Maracanã Stadion, Rio de Janeiro Nézőszám: 64 500 Játékvezető: Elías Jácome (ecuadori) |

| 1989. július 16. |

| Argentína | 0–0 | Paraguay |
| --------- | --- | -------- |
|           |     |          |

| Maracanã Stadion, Rio de Janeiro Nézőszám: 90 000 Játékvezető: Jesús Díaz (kolumbiai) |

| 1989. július 16. |

| Brazília    | 1–0   | Uruguay |
| ----------- | ----- | ------- |
| Romário 49' | (0–0) |         |

| Maracanã Stadion, Rio de Janeiro Nézőszám: 170 000 Játékvezető: Hernán Silva (chilei) |

| Az 1989-es Copa América győztese |
| -------------------------------- |
| BRAZÍLIA 4. cím                  |

### Gólszerzők
| 6 gólos - Bebeto 4 gólos - Rubén Sosa - Carlos Maldonado 3 gólos - Romário - Arnoldo Iguarán | 2 gólos - Claudio Caniggia - Juvenal Olmos - Buenaventura Ferreira - Adolfino Cañete - Alfredo Mendoza - Gustavo Neffa - Jorge Hirano - Antonio Alzamendi - Enzo Francescoli - Santiago Ostolaza 1 gólos - Baltazar - Geovani | 1 gólos (folytatás) - Fernando Astengo - Juan Carlos Letelier - Jaime Pizarro - Jaime Ramírez - Oscar Reyes - Ney Avilés - Hermen Benítez - Antony de Ávila - René Higuita - Franco Navarro - Juan Reynoso - Ruben Paz öngólos - José del Solar |

### Végeredmény
Az első négy helyezett utáni sorrend nem tekinthető hivatalosnak, mivel ezekért a helyekért nem játszottak mérkőzéseket. Ezért e helyezések meghatározásához az alábbiak lettek figyelembe véve:
1. több szerzett pont
2. jobb gólkülönbség
3. több szerzett gól

A hazai csapat eltérő háttérszínnel kiemelve.
| Helyezés | Nemzet    | M | Gy | D | V | G+ | G– | Gk  | P  |
| -------- | --------- | - | -- | - | - | -- | -- | --- | -- |
| Arany    | Brazília  | 7 | 5  | 2 | 0 | 11 | 1  | +10 | 12 |
| Ezüst    | Uruguay   | 7 | 4  | 0 | 3 | 11 | 3  | +8  | 8  |
| Bronz    | Argentína | 7 | 2  | 3 | 2 | 2  | 4  | –2  | 7  |
| 4.       | Paraguay  | 7 | 3  | 1 | 3 | 9  | 10 | –1  | 7  |
|          |           |   |    |   |   |    |    |     |    |
| 5.       | Chile     | 4 | 2  | 0 | 2 | 7  | 5  | +2  | 4  |
| 6.       | Kolumbia  | 4 | 1  | 2 | 1 | 5  | 4  | +1  | 4  |
| 7.       | Ecuador   | 4 | 1  | 2 | 1 | 2  | 2  | 0   | 4  |
| 8.       | Peru      | 4 | 0  | 3 | 1 | 4  | 7  | –3  | 3  |
| 9.       | Bolívia   | 4 | 0  | 2 | 2 | 0  | 8  | –8  | 2  |
| 10.      | Venezuela | 4 | 0  | 1 | 3 | 4  | 11 | –7  | 1  |

## Külső hivatkozások
- Copa América 1989